# クリス・シャーロック
クリス・シャーロック（Chris Sharrock、1964年5月30日 - ）は、イギリスのロックバンド、元オアシスのドラマー。オアシス解散後はビーディ・アイのドラマーとして活動した。

## 来歴
1980年、リヴァプールのバンド、アイシクル・ワークスのメンバーとしてキャリアがスタート。
1988年に一時的にラーズのドラマーとなるが、バンドはすぐに解散してしまう。代表曲「There She Goes」なども演奏（PVでも彼の姿を確認できる）。
1990年から1997年にかけてワールド・パーティーやライトニング・シーズでドラマーとして活動。
1997年からソロ活動を開始したロビー・ウィリアムズのバックバンド入り、ドラマーとして活躍。
2008年にオアシスでドラマーをしていたザック・スターキーの跡を継ぎ、オアシスに加入した。
2010年、オアシス活動停止後に始まったリアム・ギャラガーの新バンド、ビーディ・アイに引き続きドラマーとして加入。
2014年のビーディ・アイ解散後は目立った活動がなかったが、2016年よりジェレミー・ステーシーに代わりノエル・ギャラガーズ・ハイ・フライング・バーズのドラマーとなる。
2025年のオアシスの再結成公演には参加していない（再結成時のドラマーはリアム側のレコーディングに参加しているジョーイ・ワロンカー）。

## 人物
- トレンメア・ローヴァーズFCのサポーター。
- 身長がメンバーの中で最も低く、立った状態で並ぶとかなり小さい。
- ザック・スターキーの後任としてオアシスに加入したが、ラスト・アルバムとなった『ディグ・アウト・ユア・ソウル』完成後のツアーから参加しているので、オアシスのシングルやアルバムには1作品も関わっていない。
- ライブではスティックを頻繁に回したり、宙に投げたりするなどトリッキーなプレイで知られている。
- オアシス時代は「The Shock Of The Lightning」のドラムソロが有名。
- リアムは当初、嫌っているロビー・ウィリアムズのバックバンドをしていたことから彼の加入をあまり喜べなかったという。一方で、ギャラガー兄弟はラーズのファンだと公言している。
- 息子のジェイ・シャーロックは元ラスカルズのメンバーマイルズ・ケインのバックバンドでドラムを担当しているほか、ビーディ・アイのライブにも参加していた。